# Gelbtupfen-Höckerschildkröte

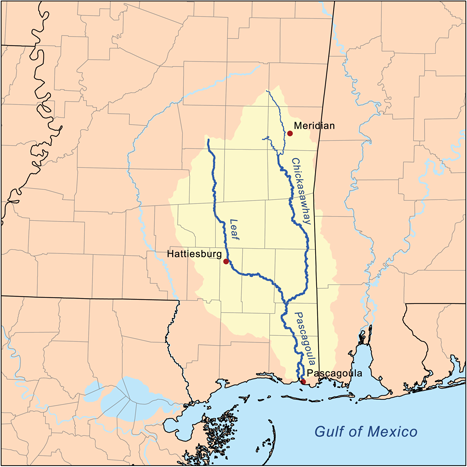
Flusssystem des Pascagoula, die Heimat der Gelbtupfen-Höckerschildkröte

Die Gelbtupfen-Höckerschildkröte (Graptemys flavimaculata) ist eine im US-Bundesstaat Mississippi beheimatete Art aus der Gattung der Höckerschildkröten, die zur Familie der Neuwelt-Sumpfschildkröten gehört.

## Erscheinungsbild
Die Gelbtupfen-Höckerschildkröte ist eine Schildkrötenart, die stark an das Wasser gebunden ist. Ausgewachsene Weibchen haben eine Carapaxlänge von 14,8 bis 18 Zentimeter. Die Männchen bleiben wesentlich kleiner. Sie haben ausgewachsen eine Carapaxlänge von 6,7 bis 11 Zentimeter. Die Schildkröten haben einen kleinen Kopf. Der Rückenpanzer ist olivfarben bis leicht braun. Die einzelnen Hornschilde haben einen leuchtend gelben oder orange-farbenen Fleck. Der Bauchpanzer ist cremeweiß und weist ein schwarzes Fleckenmuster an den Randsäumen auf. Mit zunehmendem Alter verschwinden diese Farbflecke.
Die Läufe, der Hals, der Schwanz und der Kopf sind olivfarben mit gelben Streifen. Viele Individuen weisen hinter dem Auge einen gelben Fleck auf.

## Verbreitung und Lebensraum
In ihrer Verbreitung ist sie auf das Flusssystem des Pascagoula Rivers beschränkt. Sie kommt auch in seinen zwei wichtigsten Zuläufen, dem Leaf River und dem Chickasawhay River, vor. Das Hauptverbreitungsgebiet ist der Unterlauf des Pascagoula Rivers, wo man schätzt, dass 336 Individuen pro Meile vorkommen. Leaf River, Chickasawhay River und der Oberlauf des Pascagoula sind deutlich weniger dicht besiedelt. Die Individuenzahl wird nach Schätzungen des U.S. Fish and Wildlife Service und des Mississippi Department of Wildlife, Fisheries and Parks auf etwa vier pro Meile geschätzt. Die besiedelten Gebiete weisen einen sandigen oder lehmigen Flussboden auf. Die Flüsse fließen an den besiedelten Stellen langsam bis moderat und werden jeden Tag für mehrere Stunden von der Sonne beschienen.

## Lebensweise
Die Gelbtupfen-Höckerschildkröte ist eine noch verhältnismäßig wenig erforschte Schildkrötenart. Man vermutet nur, dass ähnlich wie bei den anderen Graptemys-Arten die Jungtiere in einem Alter von sechs bis neun Jahren die Geschlechtsreife erreichen. Die Weibchen legen jährlich drei bis vier Gelege, die etwa fünf bis sieben Eier enthalten.
Die Gelbtupfen-Höckerschildkröte frisst vor allem Insektenlarven und Muscheln. Sie wird sowohl von der UCN als auch auf der US Federal List als gefährdet geführt.

## Nachweise